# Джипсі Ебботт
Джипсі Ебботт (англ. Gypsy Abbott; 31 січня 1896, Атланта, Джорджія — 25 липня 1952, Голлівуд, Каліфорнія) — американська акторка епохи німого кіно.

## Життєпис
До початку роботи в кіно Джипсі Ебботт протягом багатьох років грала в театрі та у водевілях.
У 1915 році одружилася з режисером Генрі Кінгом.
Похована на Цвинтарі Святого Хреста в секції Ґротто у Калвер-Сіті.

## Вибрана фільмографія
- Шлях скорботи (1913)
- Ключ до вчорашнього дня (1914)
- Сент-Ельмо (1914)
- Хто заплатить? (1915)
- Помста — це моє! (1916)
- За десять тисяч баксів (1916)
- Морська Лорелея (1917)